# Onondaga County
Das Onondaga County ist ein County im Bundesstaat New York der Vereinigten Staaten. Bei der Volkszählung im Jahr 2020 hatte das County 476.516 Einwohner und eine Bevölkerungsdichte von 236 Einwohnern pro Quadratkilometer. Der Verwaltungssitz (County Seat) ist Syracuse.

## Geografie
Das County hat eine Fläche von 2087 Quadratkilometern, wovon 66 Quadratkilometer Wasserfläche sind. Es grenzt an den Oneida Lake und hat Anteil am Skaneateles Lake. Vollständig im Onondaga County liegen der Onondaga Lake sowie der Otisco Lake.

### Umliegende Gebiete
| Oswego County | Oswego County   | Oswego County  |
| Cayuga County |                 | Madison County |
| Cayuga County | Cortland County | Madison        |

## Geschichte
Das County wurde 1792 gebildet und nach den Onondaga-Indianern benannt.
Ein Ort hat den Status einer National Historic Landmark, der New York State Barge Canal. 145 Bauwerke und Stätten des Countys sind insgesamt im National Register of Historic Places eingetragen (Stand 19. Februar 2018).

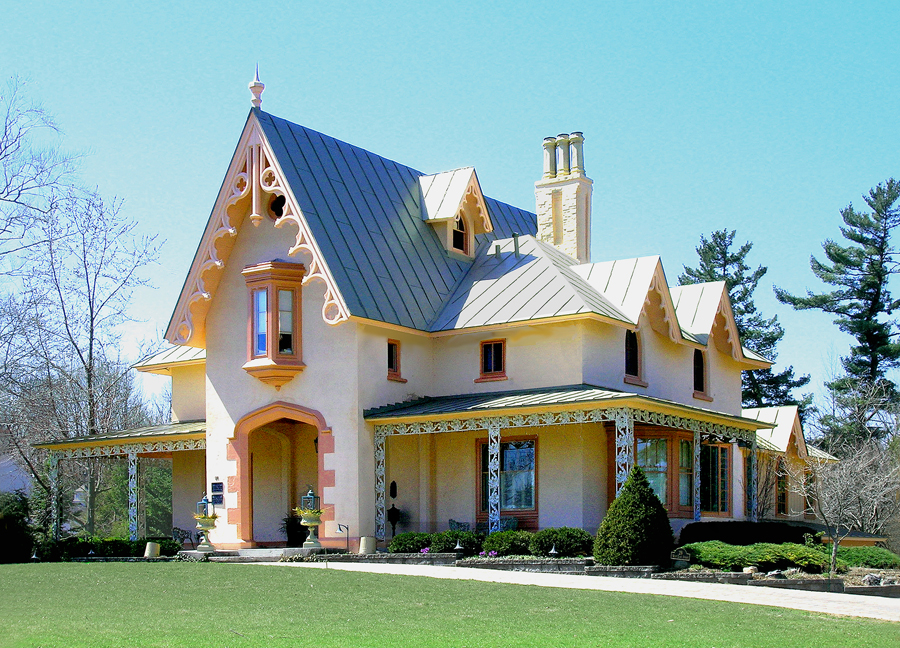
Das Reuel E. Smith House ist eines von 145 Objekten im County, die im National Register of Historic Places eingetragen sind.
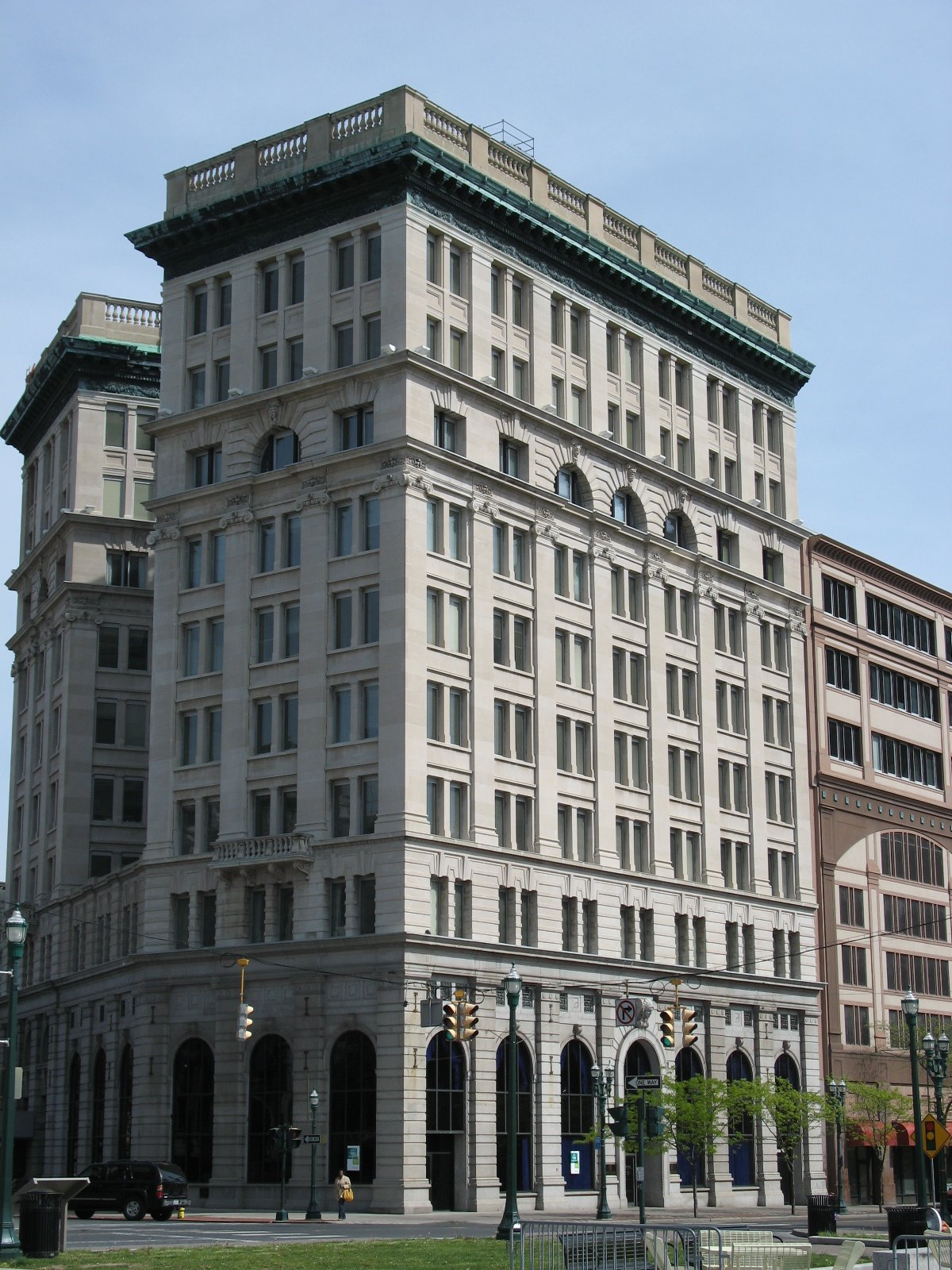
Das Onondaga County Savings Bank Building, auch bekannt als „Gridley Building“ in Syracuse

## Bevölkerungsentwicklung
| Jahr      | 1800    | 1810    | 1820    | 1830    | 1840    | 1850    | 1860    | 1870    | 1880    | 1890    |
| --------- | ------- | ------- | ------- | ------- | ------- | ------- | ------- | ------- | ------- | ------- |
| Einwohner | 7406    | 25.987  | 41.467  | 58.973  | 67.911  | 85.890  | 90.686  | 104.183 | 117.893 | 146.247 |
| Jahr      | 1900    | 1910    | 1920    | 1930    | 1940    | 1950    | 1960    | 1970    | 1980    | 1990    |
| Einwohner | 168.735 | 200.298 | 241.465 | 291.606 | 295.108 | 341.719 | 423.028 | 472.746 | 463.920 | 468.973 |
| Jahr      | 2000    | 2010    | 2020    | 2030    | 2040    | 2050    | 2060    | 2070    | 2080    | 2090    |
| Einwohner | 458.336 | 467.026 | 476.516 |         |         |         |         |         |         |         |

## Städte und Ortschaften
Zusätzlich zu den unten angeführten selbständigen Gemeinden gibt es im Onondaga County mehrere villages.
| Ortschaft                   | Status      | Einwohner (2010) | Gesamte Fläche [km²] | Landfläche [km²]! | Bevölkerungsdichte [Einwohner / km²] | Gründung      | Besonderheit                             |
| --------------------------- | ----------- | ---------------- | -------------------- | ----------------- | ------------------------------------ | ------------- | ---------------------------------------- |
| Camillus                    | town        | 24.167           | 89,2                 | 89,2              | 270,9                                | 8. März 1799  |                                          |
| Cicero                      | town        | 31.632           | 125,5                | 125,0             | 253,1                                | 18. Feb. 1807 |                                          |
| Clay                        | town        | 58.206           | 126,5                | 124,2             | 468,6                                | 16. Apr. 1827 |                                          |
| De Witt                     | town        | 25.838           | 87,7                 | 87,5              | 295,3                                | 12. Apr. 1835 |                                          |
| Elbridge                    | town        | 5.922            | 99,2                 | 97,2              | 60,7                                 | 26. März 1829 |                                          |
| Fabius                      | town        | 1.964            | 121,1                | 120,4             | 14,1                                 | 9. März 1798  |                                          |
| Geddes                      | town        | 17.118           | 31,8                 | 23,7              | 722,3                                | 18. März 1848 |                                          |
| LaFayette                   | town        | 4.952            | 102,7                | 101,6             | 48,7                                 | 15. Apr. 1825 |                                          |
| Lysander                    | town        | 21.759           | 167,3                | 159,8             | 136,2                                | 5. März 1794  |                                          |
| Manlius                     | town        | 32.370           | 129,4                | 127,5             | 253,9                                | 5. März 1794  |                                          |
| Marcellus                   | town        | 2.623            | 84,4                 | 84,0              | 31,2                                 | 5. März 1794  |                                          |
| Onondaga Nation Reservation | reservation | 468              | 24,1                 | 23,9              | 19,6                                 |               |                                          |
| Onondaga                    | town        | 23.101           | 149,8                | 149,5             | 154,5                                | 9. März 1798  |                                          |
| Otisco                      | town        | 2.541            | 80,7                 | 76,5              | 33,2                                 | 21. März 1806 |                                          |
| Pompey                      | town        | 7.080            | 172,2                | 171,9             | 41,2                                 | Jan. 1789     |                                          |
| Salina                      | town        | 33.710           | 39,0                 | 35,6              | 946,9                                | 27. März 1809 |                                          |
| Skaneateles                 | town        | 7.209            | 126,5                | 110,3             | 65,4                                 | 26. Feb. 1830 |                                          |
| Spafford                    | town        | 1.686            | 101,6                | 84,7              | 19,9                                 | 8. Apr. 1811  |                                          |
| Syracuse                    | city        | 145.170          | 66,3                 | 64,9              | 2.236,8                              | 13. Apr. 1825 | County Seat; city seit 14. Dezember 1847 |
| Tully                       | town        | 2.738            | 68,1                 | 66,7              | 41,0                                 | 4. Apr. 1803  |                                          |
| Van Buren                   | town        | 13.185           | 93,5                 | 91,7              | 143,8                                | 26. März 1829 |                                          |